# Bruno Muratore
Bruno Muratore (* 17. Oktober 1967 in Rom) ist ein italienischer Poolbillardspieler. 

## Karriere
Zu seinen bislang größten Erfolgen zählt das Erreichen des Viertelfinals der 8-Ball-WM 2008 sowie ein Sieg (Costa del Sol Open 2007 in Málaga) und ein zweiter Platz (Italy Open 2008 in Castel Volturno) bei der Euro-Tour. Zudem ist er sechsfacher italienischer Meister.
Nicht überzeugen konnte er bei der seinem Debüt auf der 9-Ball-WM 2007, wo er sieglos in der Vorrunde ausschied. Bei der ersten offiziellen 10-Ball-WM 2008 schaffte er es hingegen immerhin bis in die Runde der letzten 32. Bei der Europameisterschaft 2008 gewann er die Bronzemedaille im 9-Ball, nachdem er im Halbfinale gegen den späteren Europameister Stephan Cohen ausgeschieden war.
Muratore nahm bislang sechsmal am World Cup of Pool teil und bildete dabei jeweils mit Fabio Petroni das italienische Team. Nach einer Erstrundenniederlage 2007, erreichten sie 2008 das Viertelfinale sowie 2009, 2010 und 2011 das Achtelfinale. 2012 zogen sie erneut ins Viertelfinale ein, in dem sie gegen die Polen Karol Skowerski und Wojciech Szewczyk verloren. 2013 erreichten sie das Achtelfinale.
Mit der italienischen Nationalmannschaft nahm Muratore 2010 an der Weltmeisterschaft teil, bei der diese jedoch in der Vorrunde ausschied.
Seit 2012 spielt Muratore beim 1. PBC Hürth-Berrenrath, mit dem er 2013 in die 1. Bundesliga aufstieg.
Sein Spitzname in der Billardszene ist Iceman. 